# David Ramsey
David Ramsey (California, Míchigan, 17 de noviembre de 1971) es un actor estadounidense conocido por su trabajo en la película Mother and Child y sus interpretaciones en las exitosas series de televisión, Dexter, como Anton Briggs, y en Arrow, como John Diggle.

## Biografía

### Primeros años
Ramsey nació en Detroit, Míchigan, siendo el cuarto de los cinco hijos de Jeraldine y Nathaniel Ramsey. Luego de actuar en una obra de teatro infantil, comenzó a querer convertirse en actor, por lo que después de graduarse de la Escuela Secundaria Mumford, asistió a la Universidad Estatal de Wayne.

### Carrera
Si bien su debut se dio años antes en Scared Stiff, no fue hasta 1995 donde su carrera tuvo algo de auge, obteniendo una serie de papeles pequeños en series de televisión y algunos largometrajes. Logró obtener un rol recurrente con la sitcom Good News, en donde interpretó al pastor David Randolph entre 1997 y 1998. Poco tiempo después, protagonizó el telefilme producido por Fox, Ali: An American Hero en donde dio vida al destacado boxeador, Muhammad Ali, también en el año 2000 tuvo una participación recurrente en la serie For Your Love. En los años que siguieron, Ramsey obtuvo diversos papeles de personajes tanto recurrentes como invitados para varias series de televisión, destacando su participación entre los años 2008 y 2009 como Anton Briggs en la serie de Showtime, Dexter, en donde le correspondió interpretar a un informante confidencial que tiene un romance con Debra Morgan, hermana del protagonista. En 2009, tuvo un rol protagónico en la película de Rodrigo García Barcha, Mother and Child.
En 2012, fue contratado como parte del elenco principal de la serie de The CW, Arrow, basada en el héroe de DC Comics, Flecha Verde, Ramsey da vida a John Diggle, ex soldado y guardaespaldas de Oliver Queen. Ramsey también interpretó a Diggle en las otras series del Arrowverso: The Flash, Legends of Tomorrow y Supergirl. 
Es también un destacado artista marcial, siendo cinturón negro en Jeet Kune Do. Además, ha practicado boxeo, taekwondo y kick boxing, siendo entrenado en esta última disciplina por Benny Urquidez.

## Filmografía

### Películas
| Año  | Título                                            | Rol                       | Notas                               |
| ---- | ------------------------------------------------- | ------------------------- | ----------------------------------- |
| 1987 | Scared Stiff                                      | George Masterson          |                                     |
| 1996 | The Nutty Professor                               | Estudiante                |                                     |
| 1996 | A Very Brady Sequel (El retorno de los Brady)     | Brent, el salvavidas      |                                     |
| 1996 | Her Costly Affair (Un romance peligroso)          | Shep Walker               | Telefilme                           |
| 1997 | Con Air (Convictos en el aire)                    | Londell                   |                                     |
| 1998 | CHiPs '99 (Patrulla Motorizada)                   | Oficial Sergeant McFall   | Telefilme de la serie de televisión |
| 1998 | A Short Wait Between Trains                       | Jenkins                   | Cortometraje                        |
| 1999 | Mutiny                                            | Vernon Nettles            | Telefilme                           |
| 1999 | Three to Tango                                    | Bill                      |                                     |
| 2000 | Ali: An American Hero (Ali vs. Clay)              | Cassius Clay/Muhammad Ali | Telefilme                           |
| 2000 | Pay It Forward                                    | Sidney Parker             |                                     |
| 2001 | Mr. Bones                                         | Vince Lee                 |                                     |
| 2002 | Romeo Fire                                        |                           | Telefilme                           |
| 2003 | The Flannerys                                     | Sam Gable                 | Telefilme                           |
| 2004 | Hair Show                                         | Cliff                     |                                     |
| 2005 | Resurrection: The J.R. Richard Story              | J.R. Richard              | Protagonista                        |
| 2005 | Bathsheba                                         | Rey David                 | Cortometraje                        |
| 2005 | Jane Doe: The Wrong Face                          | Mac                       | Telefilme                           |
| 2005 | Central Booking                                   | Troy Stonebreaker         |                                     |
| 2006 | Fatal Contact: Bird Flu in America (Virus mortal) | Curtis Ansen              | Telefilme                           |
| 2006 | Hello Sister, Goodbye Life                        | Tío Dennis Klein          | Telefilme                           |
| 2007 | The Death and Life of Bobby Z (Bobby Z)           | Wayne                     |                                     |
| 2008 | The Coverup                                       | Bill Daily                |                                     |
| 2009 | The Rub                                           | Cam Stewart               |                                     |
| 2009 | Mother and Child                                  | Joseph                    |                                     |
| 2014 | Draft Day                                         | Thompson                  |                                     |

### Series
| Año       | Título                                         | Rol                           | Notas                      |
| --------- | ---------------------------------------------- | ----------------------------- | -------------------------- |
| 1995      | Murder One                                     | Reportero #3                  | Temporada 1, episodio 2    |
| 1996      | Space: Above and Beyond                        | Supervisor                    | Temporada 1, episodio 15   |
| 1996      | Deutschlandlied                                | George                        | Miniserie                  |
| 1997-1998 | Good News                                      | Pastor David Randolph         | Personaje recurrente       |
| 1998      | Mama Flora's Family                            | Booker Palmer (adulto)        | Miniserie de dos episodios |
| 2000-2001 | For Your Love                                  | Brian                         | Personaje recurrente       |
| 2001      | Girlfriends                                    | Randall                       | Temporada 2, episodio 10   |
| 2001      | Thieves                                        | Agente Victor                 | Temporada 1, episodio 8    |
| 2002      | For the People                                 |                               | Temporada 1, episodio 4    |
| 2002      | The Guardian                                   | Abogado de Debord             | Temporada 2, episodio 11   |
| 2002-2003 | One on One                                     | Jayden                        | 2 episodios                |
| 2003      | Strong Medicine (Doctoras de Philadelphia)     | Jake Cortese                  | Temporada 4, episodio 5    |
| 2003      | NCIS                                           | Agente especial Richard Owens | Temporada 1, episodio 5    |
| 2004      | Crossing Jordan                                | Agente Scannell               | Temporada 3, episodio 4    |
| 2004      | CSI: Miami                                     | Oficial Everhart              | Temporada 2, episodio 18   |
| 2004      | Charmed                                        | Demonio de alto nivel         | Temporada 6, episodio 21   |
| 2004      | Second Time Around                             | Travis Byrd                   | Temporada 1, episodio 9    |
| 2005      | Huff                                           | Clay                          | 3 episodios                |
| 2005      | All of Us                                      | Rusty                         | Personaje recurrente       |
| 2005-2008 | Ghost Whisperer                                | Will Bennett                  | 4 episodios                |
| 2006      | The West Wing (El ala oeste de la Casa Blanca) | Teddy                         | 2 episodios                |
| 2006      | CSI: Crime Scene Investigation                 | Gerald Crowley                | Temporada 7, episodio 6    |
| 2007      | Criminal Minds                                 | Wakeland                      | Temporada 2, episodio 16   |
| 2007      | Journeyman                                     | Detective Wilson Hargreaves   | Temporada 1, episodio 5    |
| 2008      | Hollywood Residential                          | Don Merritt                   | Elenco principal           |
| 2008      | Wildfire                                       | Dr. Noah Gleason              | Personaje recurrente       |
| 2008-2009 | Dexter                                         | Anton Briggs                  | 17 episodios               |
| 2009      | Castle                                         | Jim Wheeler                   | Temporada 2, episodio 4    |
| 2010      | Grey's Anatomy                                 | Jimmy Thompson                | Temporada 6, episodio 19   |
| 2010      | Outlaw (Juez sin causa)                        | Al Druzinsky                  | Elenco principal           |
| 2010-2011 | The Defenders                                  | Matt Ward                     | 3 episodios                |
| 2011-2017 | Blue Bloods (Familia de policías)              | Carter Poole                  | 20 episodios               |
| 2012—2020 | Arrow                                          | John Diggle/Spartan           | 166 episodios              |
| 2014—2023 | The Flash                                      | John Diggle/Spartan           | 11 episodios               |
| 2016—2021 | DC's Legends of Tomorrow                       | John Diggle/Spartan           | 4 episodios                |
| 2018—2021 | Supergirl                                      | John Diggle/Spartan           | 2 episodios                |
| 2021—2022 | Batwoman                                       | John Diggle/Spartan           | 2 episodios                |
| 2021—2022 | Superman & Lois                                | John Diggle/Spartan           | 2 episodios                |

### Director
| Año       | Producción               | Notas                                                                                   |
| --------- | ------------------------ | --------------------------------------------------------------------------------------- |
| 2019      | Arrow                    | "Past Sins" (Temporada 7; episodio 11) "Reset" (Temporada 8; episodio 6)                |
| 2021      | DC's Legends of Tomorrow | "Stressed Western" (Temporada 6; episodio 8)                                            |
| 2021-2022 | Superman & Lois          | "Man of Steel" (Temporada 1; episodio 7) "The Ties That Bind" (Temporada 2, episodio 2) |
| 2021      | Supergirl                | "Blind Spots" (Temporada 6, episodio 12)                                                |
| 2022      | Batwoman                 | "A Lesson from Professor Pyg" (Temporada 3, episodio 5)                                 |